# Antonio Romero Ortiz
Antonio Romero Ortiz (Santiago de Compostel·la, 24 de març de 1822- 18 de gener de 1884) va ser un polític, advocat i periodista gallec, ministre de Gràcia i Justícia durant el Govern Provisional del Sexenni Democràtic i ministre d'Ultramar en governs de Zavala i Sagasta, en les acaballes de la Primera República. Va tenir una notable importància dins del moviment conegut com a provincialisme gallec.

## Biografia
Era fill del notari Domingo Manuel Romero, i de Rita García Mariño, natural de Palmeira. En 1837 se li concedí el títol de Batxiller en Filosofia i en 1843 aconseguí la llicenciatura de Dret. finalitzant la carrera en la Universitat Central de Madrid. Va participar en l'Acadèmia Literària de Santiago durant els seus anys d'estudiant. Considerat un membre clau del moviment provincialista gallec, en 1846 va participar en l'anomenat aixecament de Solís, una revolta a Galícia contra Narváez, tanmateix el fracàs de la insurrecció el va obligar a exiliar-se a Portugal, sota amenaça de pena de mort. Com a periodista va col·laborar en publicacions com Santiago y a ellos i El Porvenir, junt a José Rúa Figueroa i Antolín Faraldo, La Nación o La Península, periòdic del que va ser fundador; en l'òrbita de la Unió Liberal, va sobreviure fins a la promulgació de la Llei d'Impremta de Nocedal.
En 1854 va ser secretari del Govern de Madrid, per més tard exercir com a governador civil de diverses províncies: Toledo, Alacant i Oviedo. Entre 1865 i 1866 va ser sotssecretari de Gracia i Justícia sota govern d'O'Donnell. Va ser diputat en dotze legislatures diferents, en concret les corresponents a les eleccions de 1854, 1858, 1863, 1864, 1865, 1869, 1871, abril de 1872, agost de 1872, 1876, 1879 i 1881, les tres últimes pel districte de Noia.

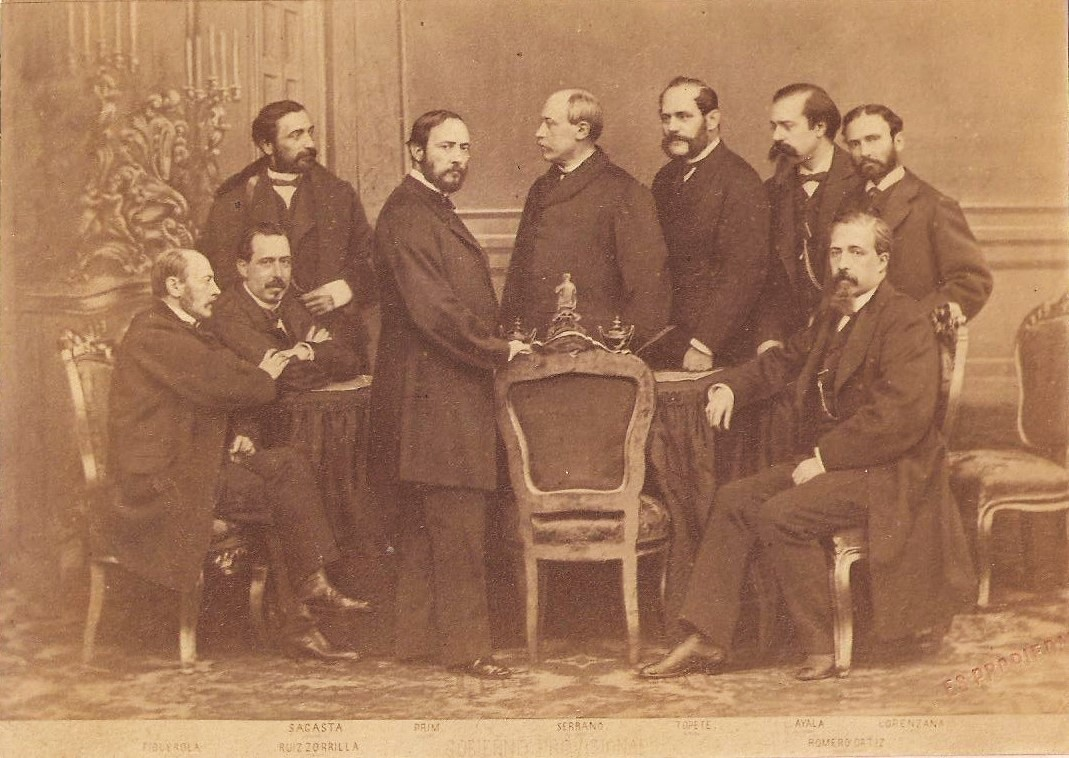
Romero Ortiz sentat a la cantonada dreta, amb els membres del Govern Provisional, 1869.

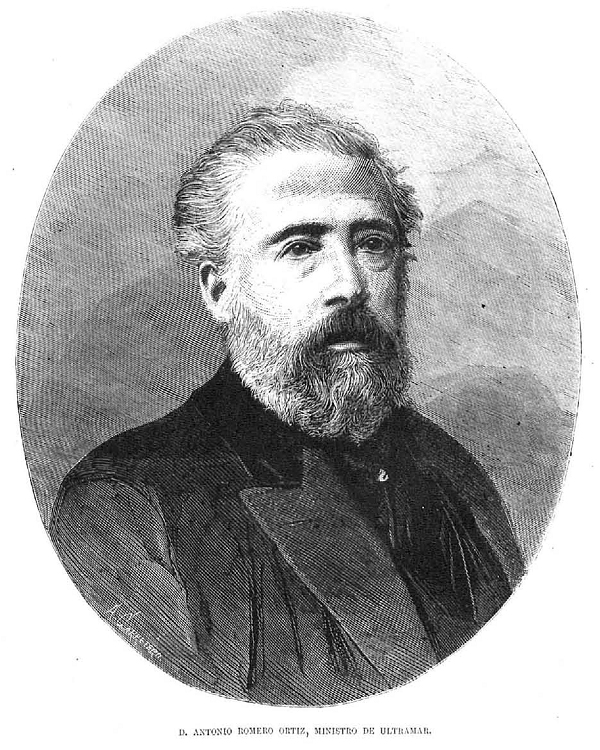
Retrat de Romero Ortiz a La Ilustración Española y Americana, 1874.

Després del desencadenament de la Revolució de Setembre va passar a donar-hi suport, convertint-se en una de les seves principals figures. El 8 d'octubre va ser nomenat ministre de Gracia i Justícia —en un gabinet presidit pel general Serrano—, càrrec que exerciria fins al 18 de juny de 1869. Des d'aquest ministeri va prendre una sèrie de mesures, a les quals Revuelta González descriu com de «caràcter regalista-anticlerical», entre les quals es van incloure la signatura del decret del 12 d'octubre en el qual suprimia la Companyia de Jesús, el decret establint la unitat de furs, la creació de la sala del contenciós en el Tribunal Suprem de Justícia o l'embargament dels fons de la Societat de Sant Vicent de Paúl, a més de presentar el 19 de maig de 1969 un projecte de Llibre I del Codi Civil, que no va quallar, en el qual es pretenia transferir per complet la potestat de celebrar matrimoni de l'Església a l'autoritat civil; Montero Ríos va titllar aquesta proposta de «radical» en comparació de la seva posterior de 1870. Oposat a la pena de mort, durant el seu periple com a ministre de Gràcia i Justícia no es van produir execucions, concedint trenta-dos indults de pena capital. Va ser l'últim ministre d'Ultramar de la Primera República, en governs de Zavala i Sagasta, entre el 13 de maig de 1874 i el 31 de desembre d'aquest mateix any.
Ja durant el regnat d'Alfons XII, va ser president de l'Associació d'Escriptors i Artistes Espanyolsi governador del Banc d'Espanya, entre març de 1881 i octubre de 1883. Autor de La literatura portuguesa en el siglo XIX (1869), fou elegit membre de número de la Reial Acadèmia de la Història el 12 de març de 1880, prenent possessió el 30 de gener de 1881. Pertanyia a la francmaçoneria, José Antonio Ferrer Benimeli afirma que fou Gran Comanador i Gran Mestre del Gran Orient d'Espanya des de maig de 1881. A Madrid va tenir la seva residència al carrer Serrano, número 22, don va morir. Fou enterrat a la sacramental de San Lorenzo.